# Aleksandr Uljanov
Aleksandr Iljitj Uljanov (russisk: Алекса́ндр Ильи́ч Улья́нов, tr. Aleksándr Ilítj Uljánov; født 13. april 1866 i Nisjnij Novgorod, henrettet 20. maj 1887 i Sjlisselburg) var en russisk revolutionær, storebror till Vladimir Lenin. Aleksander Uljanov blev hængt efter at have deltaget i en konspiration, der havde til formål at myrde zar Alexander III.